# Stuart Lake

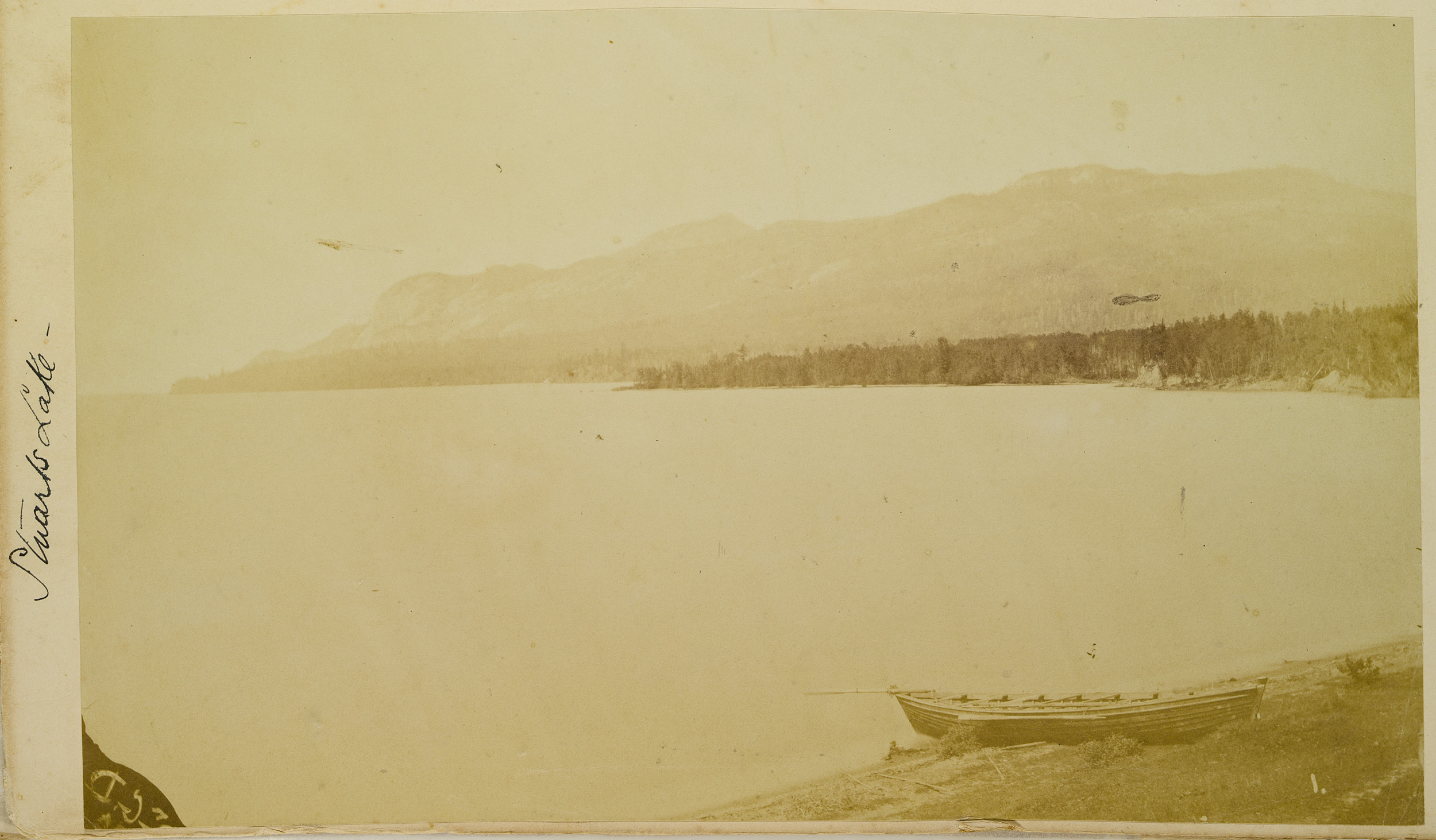
Il lago in una foto d'epoca

Il Stuart Lake è un lago situato nel Distretto regionale di Bulkley-Nechako della Columbia Britannica, in Canada. Il lago ha una lunghezza di 66 chilometri e larghezza di 10, ricopre una superficie di circa 360 chilometri quadrati e da esso effluisce il fiume Stuart, che appartiene al bacino geografico del fiume Nechako.